# Troglohyphantes cerberus
Troglohyphantes cerberus là một loài nhện trong họ Linyphiidae.
Loài này thuộc chi Troglohyphantes. Troglohyphantes cerberus được Eugène Simon miêu tả năm 1884.